# Ober-Ramstadt
Ober-Ramstadt település Németországban, Hessen tartományban. Lakosainak száma 15 313 fő (2023. december 31.). Ober-Ramstadt Groß-Bieberau, Reinheim, Mühltal, Modautal, Roßdorf (bei Darmstadt) és Darmstadt községekkel határos.

## Népesség
A település népességének változása:
| Lakosok száma | 15 367 | 15 176 | 15 130 | 15 011 | 15 252 | 15 313 |
|               | 2012   | 2017   | 2019   | 2021   | 2022   | 2023   |